# Jean-Jacques Filassier
Jean-Jacques Filassier, né à Wervicq-Sud (France) le 16 mai 1745 et mort à Clamart le 22 juillet 1799, est un agronome et homme politique français.
Enthousiaste des écrits de Jean-Jacques Rousseau, il rédigea plusieurs ouvrages sur l'éducation. Il fut membre des académies d'Arras, de Lyon, de Marseille et de Toulouse. Agronome, il dirigea la pépinière de Clamart.
Bien qu'il se soit peu engagé dans la vie politique des débuts de la Révolution française, les habitants du district de Bourg-la-Reine l'élurent procureur-syndic puis député à l'Assemblée législative. Mis en accusation à la suite du 10 août 1792, comme complice  du pouvoir déchu, il se justifia il se retira à Clamart.

## Publications
Propos révolutionnaires
- « Législateurs, il est temps de regarder en face l'idole devant laquelle nous rampions dans la poussière; il est temps de faire cesser dans l'État cette redoutable corporation de tartufes, de prêtres gangrenés, que l'Assemblée constituante voulut en vain organiser, que l'Assemblée législative ne put contenir, et dont beaucoup ne feignent aujourd'hui de chanter les palinodies que parce qu'ils sont poursuivis par la terreur de leurs forfaits. Ah! si vous vouliez aussi les ménager, n'en doutez pas, bientôt ils reviendraient avides, vindicatifs et barbares, en recouvrant sur la crédulité leur antique ascendant! »

Éducation
- Dictionnaire historique d'éducation, 2 volumes, 1771 (recueil d'anecdotes)
- Éraste, ou L'ami de la jeunesse, entretiens familiers, dans lesquels on donne aux Jeunes Gens de l'un et de l'autre sexe, des notions suffisantes sur la plupart des connoissances humaines. Ouvrage qui doit intéresser les Pères et Mères, et généralement toutes les Personnes chargées de l'Éducation de la Jeunesse, 2 volumes, 1773 Texte en ligne
- Éloge de Monseigneur le Dauphin, père de Louis XVI, chez Méquignon l'aîné rue des Cordeliers, vis à vis S. Côme, Paris, 1779

Agronomie
- Culture de la grosse asperge, dite de Hollande, la plus précoce, la plus hâtive, la plus féconde & la plus durable que l'on connoisse. Traité qui présente les moyens de la cultiver avec succès, en toutes sortes de terres, 1782
- Dictionnaire du jardinier françois, 2 volumes, 1789

## Sources
- Marie-Nicolas Bouillet  et Alexis Chassang (dir.), « Jean-Jacques Filassier » dans Dictionnaire universel d’histoire et de géographie, 1878 (lire sur Wikisource)
- Directeur de publication Louis-Gabriel Michaud; une société de gens de lettres et de savants, Biographie universelle ancienne et moderne, vol. XIV : Ferraro-Francquaert / publ. sous la dir. de M. Michaud ; ouvrage réd. par une société de gens de lettres et de savants, Paris, Madame C. Desplaces (réimpr. 1856), 691 p. (lire en ligne), p. 121-122